# 220346 Nedabehrooz
220346 Nedabehrooz este o planetă minoră (asteroid) din centura de asteroizi. A fost descoperită pe 1 aprilie 2003 la Observatorul Național Kitt Peak de Marc Buie⁠(d). 
Obiectul prezintă o orbită caracterizată de o semiaxă mare de 2,7541113438847 UAi, o excentricitate de 0,07028578931185, o înclinație de 5,4636827490411 ° în raport cu ecliptica.